# 경상남도통영교육지원청
경상남도통영교육지원청(慶尙南道統營敎育支援廳, Tongyeong Office of Education)은 경상남도 통영시의 교육을 담당하기 위해 경상남도교육청 산하에 설치된 교육지원청이다.
교육장은 장학관으로 보한다.

## 연혁
- 1952년 9월 3일: 통영 교육구 설치
- 1963년 11월 1일: 통영군 교육위원회 발족
- 1964년 4월 1일: 충무시·통영군 교육청 분리, 충무시 교육청 및 통영군 교육청 발족
- 1973년 1월 25일: 충무시교육청으로 통합
- 1995년 1월 1일: 통영교육청으로 명칭 변경
- 2010년 9월 1일: 경상남도통영교육지원청으로 개칭

## 조직
- 교육지원과
  - 초등교육담당
  - 중등교육담당
  - 평생체육담당
  - 보건급식담당
- 행정지원과
  - 행정지원담당
  - 교육협력담당
  - 교육재정담당
  - 시설지원담당
  - 전산정보담당
  - 학교지원담당

### 부속기관
- 특수교육지원센터
- Wee센터
- 통영영재교육원

### 소속기관
- 통영도서관

### 관내학교
유치원
- 통영유치원
- 광도유치원

초등학교
| - 광도초등학교 - 남포초등학교 - 도산초등학교 - 두룡초등학교 - 벽방초등학교 - 사량초등학교 - 용남초등학교 - 산양초등학교 - 곤리분교 - 풍화분교 - 학림분교 - 원량초등학교 - 연화분교 - 한려초등학교 - 영운분교 | - 원평초등학교 - 유영초등학교 - 인평초등학교 - 죽림초등학교 - 진남초등학교 - 충렬초등학교 | - 충무초등학교 - 통영초등학교 - 한산초등학교 - 제석초등학교 |

중학교
| - 도산중학교 - 동원중학교 - 사량중학교 | - 산양중학교 - 욕지중학교 - 충렬여자중학교 | - 충무여자중학교 - 충무중학교 - 통영여자중학교 | - 통영중앙중학교 - 통영중학교 - 한산중학교 |

특수학교
- 통영잠포학교

공민학교
- 충무고등공민학교